# Diaoyumiao (köpinghuvudort i Kina, Jiangsu Sheng, lat 33,09, long 119,97)
Diaoyumiao är en köpinghuvudort i Kina. Den ligger i provinsen Jiangsu, i den östra delen av landet, omkring 160 kilometer nordost om provinshuvudstaden Nanjing. Antalet invånare är 28 358. Befolkningen består av 14 009 kvinnor och 14 349 män. Barn under 15 år utgör 14,0 %, vuxna 15-64 år 66 %, och äldre över 65 år 18,0 %.
Runt Diaoyumiao är det tätbefolkat, med 591 invånare per kvadratkilometer. Närmaste större samhälle är Qinnan, 19,4 km norr om Diaoyumiao. Trakten runt Diaoyumiao består till största delen av jordbruksmark.
Genomsnittlig årsnederbörd är 985 millimeter. Den regnigaste månaden är juli, med i genomsnitt 237 mm nederbörd, och den torraste är januari, med 21 mm nederbörd.